# Незнашин
Незнашин (пол. Nieznaszyn, нім. Niesnaschin) — село в Польщі, у гміні Цисек Кендзежинсько-Козельського повіту Опольського воєводства.
Населення — 205 осіб (2011).

## Демографія
Демографічна структура станом на 31 березня 2011 року:
|          | Загалом | Допрацездатний вік | Працездатний вік | Постпрацездатний вік |
| -------- | ------- | ------------------ | ---------------- | -------------------- |
| Чоловіки | 106     | 14                 | 71               | 21                   |
| Жінки    | 99      | 15                 | 60               | 24                   |
| Разом    | 205     | 29                 | 131              | 45                   |